# الکس برایتمن
الکس برایتمن (انگلیسی: Alex Brightman؛ زادهٔ ۵ فوریهٔ ۱۹۸۷) بازیگرو خواننده اهل ایالات متحده آمریکا است. وی از سال ۱۹۹۸ میلادی تاکنون مشغول فعالیت بوده‌است.
او در فیلم اینجا امروز بازی کرده است.